# Volker Oppitz
Volker Oppitz (16 de febrero de 1978 en Dresde, RDA) es un futbolista profesional alemán. Juega en la posición de defensa central y en la actualidad juega en el Dinamo Dresde de la 3. Liga alemana, equipo del que es capitán.

## Biografía
Volker Oppitz comenzó a jugar en la cantera del Dynamo a los 6 años, donde pasó toda su juventud. En la temporada 2001/02 pasó a la plantilla del primer equipo, con el que consiguió el ascenso de la Oberliga a la Regionalliga. En 2003 ganó con su equipo la Copa de Sajonia y al final de la 2003/2004 ascendieron a la 2. Bundesliga. A pesar de tener ofertas mejores decidió quedarse en el equipo de su ciudad.
Oppitz juega con el número 3 en la camiseta. Es un defensa con buenas aptitudes en el juego aéreo. Además estudió Económicas en la TU Dresden y es estudiante de doctorado. Su padre es un afamado matemático y economista, el catedrático Dr. Volker Oppitz.

## Éxitos
- 2002 Ascenso a la Regionalliga
- 2003, 2007 Trofeo de Sajonia
- 2004 Ascenso a la 2. Bundesliga
- 159 partidos y 3 goles para el Dynamo (38/1 en la Oberliga, 66/1 en la Regionalliga, 55/1 en la 2. Bundesliga)

## Literatura
- Sven Geisler, Volker Oppitz: „Unschuldig! Im Strudel des Fußball-Wettskandals“, Edition Sächsische Zeitung 2005, ISBN 3-938325-20-8 (en alemán)